# Nora Marks Dauenhauer
Nora Marks Dauenhauer oder Keixwenei (* 1927 in Syracuse, New York; † 25. September 2017) war eine US-amerikanische Autorin. Sie schrieb Gedichte und Kurzgeschichten in Tlingit und Englisch.

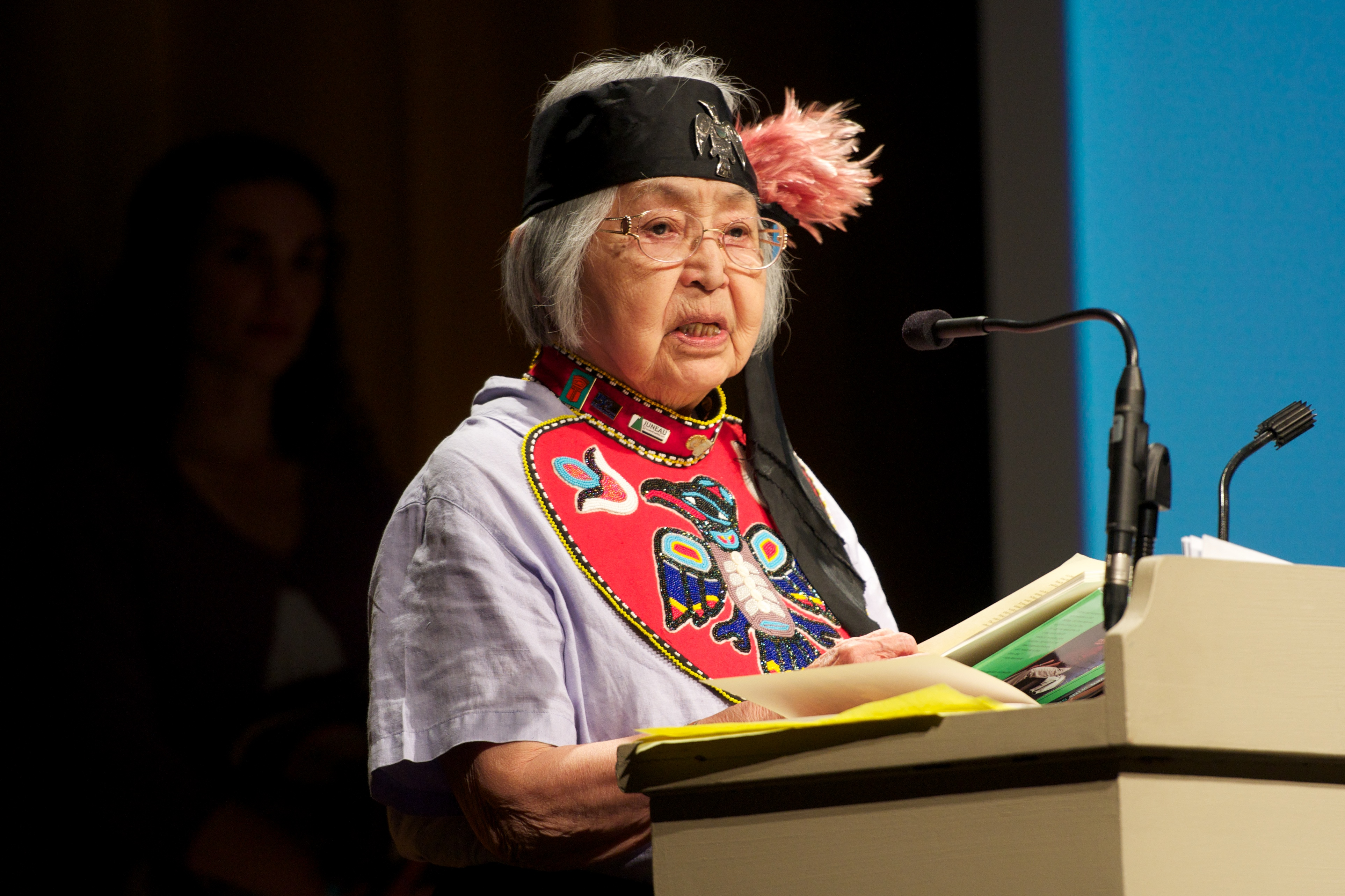
Nora Dauenhauer (2011)

## Leben
Nora Marks Dauenhauer war die Tochter von Emma und Willie Marks, einem Angehörigen des Stammes der Tlingit aus der Gegend von Juneau in Alaska. Auf Grund der bei den Tlingit üblichen Vererbung in weiblicher Linie gehörte sie zum Zweig der Raven der Tlingit. Ihr Großvater mütterlicherseits war Frank Italio (1870–1956), der mit dem Anthropologen Frederica de Laguna zusammengearbeitet hat. 
1976 graduierte Nora Marks Dauenhauer an der Methodisten Universität von Alaska. Sie war Mitglied der Shax'saanikee. Zusammen mit ihrem Ehemann Richard Dauenhauer, einem Dichter und Übersetzer, war sie Koeditor der Schriftenreihe Classics of Tlingit Oral Literature.

## Werke
- Beginning Tlingit. 1976
- mit Richard Dauenhauer (Hrsg.): „Because We Cherish You ...“ Sealaska Elders Speak to the Future. Sealaska Heritage Foundation, Juneau 1981
- Egg Boat. In: Simon J. Ortiz (Hrsg.): Earth Power Coming. Short Fiction in Native American Literature. Navajo Community College Press, Tsaile 1983, S. 155–161
- Context and Display in Northwest Coast Art. In: New Scholar. Band 10, 1986, S. 419–432
- mit Richard Dauenhauer (Hrsg.): Haa Shuká, Our Ancestors speak. Tlingit Oral Narratives (= Classics of Tlingit Oral Literature, Band 1). University of Washington Press, Seattle 1987
- The droning shaman. 1988
- mit Richard Dauenhauer (Hrsg.): Haa Tuwanáagu Yís, for Healing Our Spirit: Tlingit Oratory (Classics of Tlingit Oral Literature, Band 2) University of Washington Press, Seattle 1990
- The Battles of Sitka, 1802 and 1804, from the Tlingit, Russian, and Other Points of View. In: Richard Pierce (Hrsg.): Russia in North America. Limestone Press, Kingston, Ontario 1990, S. 6–24
- mit Richard Dauenhauer (Hrsg.): Haa Kusteeyí, Our Culture: Tlingit Life Stories (= Classics of Tlingit Oral Literature, Band 3). University of Washington Press, Seattle 1994
- Life woven with song. 2000
- Russians in Tlingit America. 2008